# Sân bay Milas-Bodrum
Sân bay Milas-Bodrum (IATA: BJV, ICAO: LTFE) là một sân bay quốc tế phục vụ thành phố Bodrum. Sân bay này có một đường băng bề mặt bê tông dài 3000 m rộng 45 m.

## Các hãng hàng không và các tuyến điểm
Hiện có các hãng hàng không sau đang hoạt động tại sân bay Milas-Bodrum:
- Airberlin (Düsseldorf)
- Atlasjet (Istanbul-Atatürk)
- Corendon Airlines (Amsterdam, Brussels, Eindhoven, Lyon, Nantes, Paris, Tel Aviv)
- First Choice Airways (Belfast-International, Bristol, East Midlands, Exeter, Glasgow-International, London-Gatwick, London-Stansted, Manchester)
- Fly Air (Istanbul-Atatürk)
- Freebird Airlines (Aberdeen) [theo mùa]
- Imair Airlines (Baku)
- Jat Airways (Belgrade)
- Martinair (Amsterdam)
- SunExpress (Antalya, Berlin-Schönefeld, Cologne/Bonn, Düsseldorf, Frankfurt, Hamburg, Hanover, Leipzig/Halle, Munich, Stuttgart)
- Onur Air (Amsterdam, Belfast-International, Birmingham, Cardiff, Edinburgh, Glasgow-International, Istanbul-Atatürk, Leeds/Bradford, London- Gatwick, Newcastle, Rotterdam)
- Pegasus Airlines (Amsterdam, Istanbul-Sabiha Gökçen)
  - Pegasus Airlines operated by Izair (Ankara)
- Rossiya (St. Petersburg)
- Thomas Cook Airlines (Belfast-International, Birmingham, Bristol, East Midlands, Glasgow-International, London-Gatwick, London-Stansted, Manchester, Newcastle)
- Thomsonfly (Birmingham, Cardiff, Doncaster/Sheffield, London-Gatwick, London-Luton, London-Stansted [bắt đầu 25 tháng 5 năm 2009], Manchester, Newcastle)
- Transavia.com (Amsterdam, Eindhoven, Rotterdam)
- Turkish Airlines (Ankara, Istanbul-Atatürk, Istanbul-Sabiha Gökçen)
- XL Airways (Bristol, London-Gatwick, Manchester)
- Cyprus Turkish Airlines (Ercan, London-Stansted) [theo mùa]